# آلپینا واچز
آلپینا واچز (انگلیسی: Alpina Watches) یک برند ساعت‌سازی لوکس سوئیسی است. این شرکت در سال ۱۸۸۳ تأسیس شد.

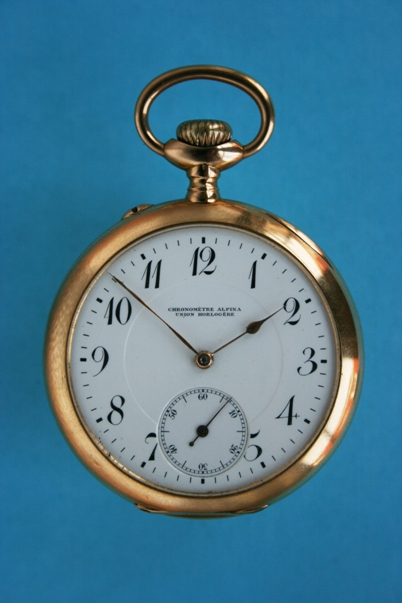
Chronomètre Alpina Union Horlogère ± 1910